# Feria de arte

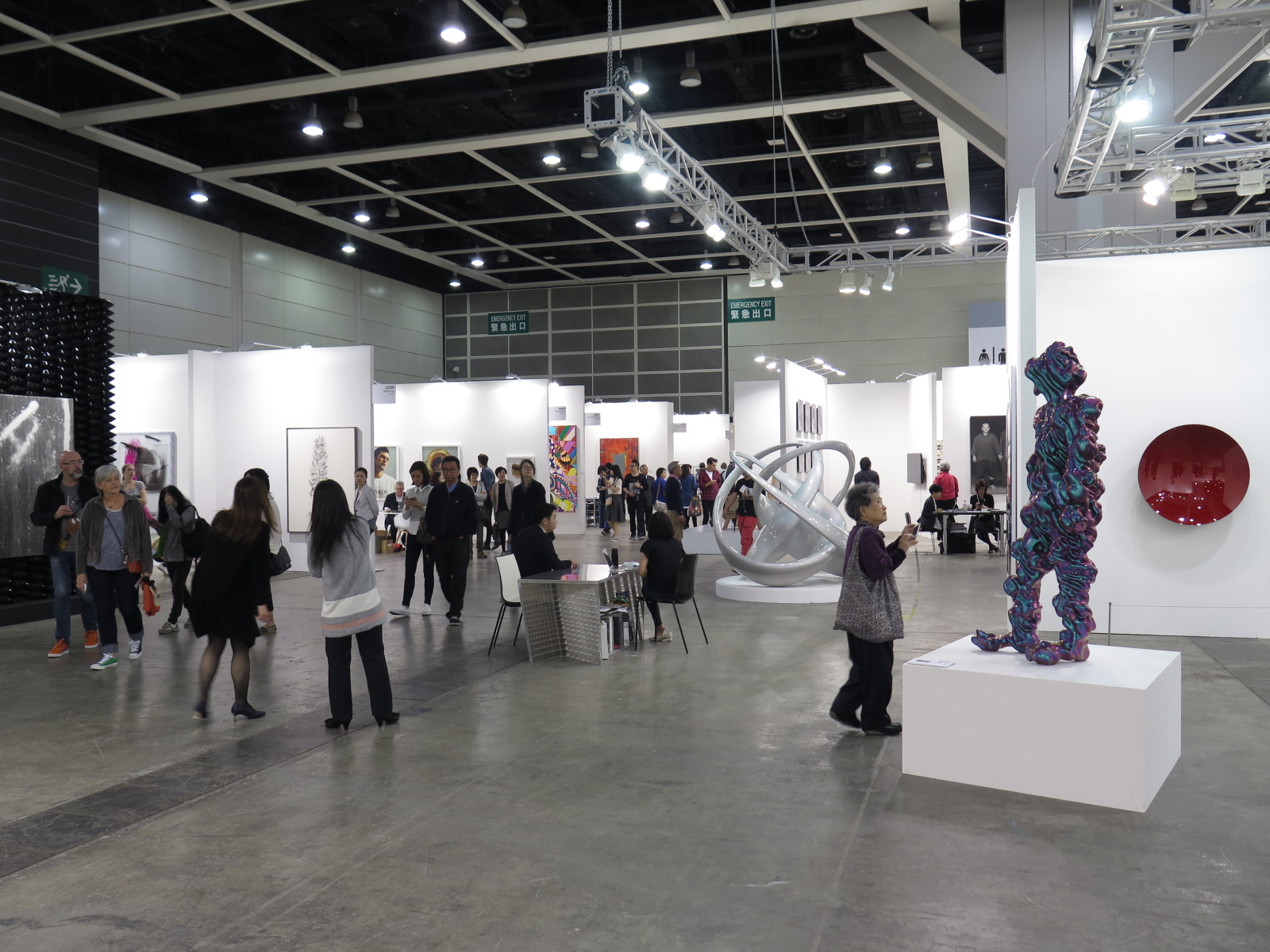
Feria Art Basel, año 2015.

Una feria de arte es un evento comercial que se lleva a cabo de forma periódica, en el cual un grupo de galerías de arte exhibe una selección de obras para la venta al público. Las exhibiciones pueden incluir obras de distintos ámbitos de las artes visuales y plásticas y de distintas épocas de la historia.
La feria posee un comité organizador, compuesto por personas con trayectoria reconocida en el sector galerístico, que se encarga de la selección de las galerías participantes.
No debe confundirse el concepto de feria de arte con los festivales culturales de arte, como la Bienal de Arte de Venecia, cuyo fin es netamente cultural y no comercial. Los festivales de ese tipo buscan la difusión del arte contemporáneo y a diferencia de las ferias de arte, son financiados y organizados por instituciones públicas.

## Historia
Los festivales religiosos y peregrinaciones pueden ser considerados como los primeros impulsores de las ferias comerciales, pues con sus celebraciones generaban grandes congregaciones y desplazamientos de personas. Estos eventos tienen larga data en la historia de Europa y desarrollaron el concepto de «desplazarse a un lugar determinado en cierta fecha del año». Por otro lado, existe una fuerte conexión al ámbito religioso en la palabra Messe en alemán, pues significa tanto feria comercial como misa religiosa.
Durante la Edad Media, los comerciantes debían pagar para poder instalarse en los puestos que se armaban en las confluencias de los ríos o caminos y que atraían numerosos visitantes. La necesidad de intercambio de mercancías, algunas de ellas difíciles de conseguir, llevó al desarrollo y florecimiento de las ferias en esta época, con registros tan antiguos como el siglo V.
La primera feria que se dedicó específicamente al mercadeo de arte ocurrió en Amberes en 1460, en el patio central de la Iglesia de Nuestra Señora, que luego se convertiría en la Catedral de Amberes. El evento tuvo éxito y se convirtió en el punto de partida para el desarrollo de este nuevo modelo de negocio.

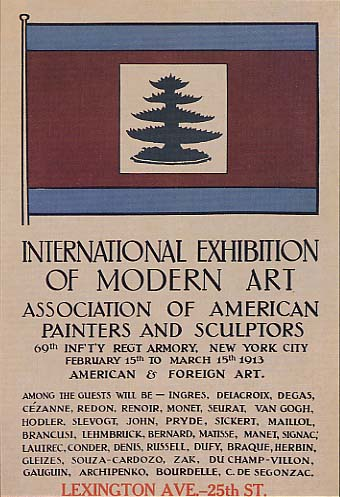
Afiche del Armory Show en su edición inaugural del año 1913.

Desde el siglo XVIII en adelante se desarrolló el formato de exhibición, con ejemplos como el Salon Carré y Salon des Refusés en París y la exhibición anual, que ocurre hasta el día de hoy, de la Real Academia de Arte en Londres. La mezcla del formato de exhibición con la larga historia de las ferias comerciales llevó a la creación de las Exposiciones Universales. Su primera edición ocurrió en Londres, impulsada por el Príncipe Alberto, para mostrar los avances tecnológicos producto de la revolución industrial. A pesar de que el principal enfoque de las exposiciones era la innovación tecnológica, también incluían exhibiciones de arte en sus instalaciones.
A comienzos del siglo XX, se veía un declive en la popularidad de las Exposiciones Universales, pero el formato de exhibición seguía siendo popular. En 1913, se llevó a cabo la primera edición del Armory Show en Nueva York, que revolucionó la percepción del arte existente hasta el momento en América. Esta exhibición dio pie a la creación y crecimiento del mercado de arte moderno en Estados Unidos.
A lo largo del siglo XX, los mercados de arte en ciudades como Nueva York, París y Londres ya se encontraban desarrollados. Esto llevó a ciudades más pequeñas en Europa a buscar formas de comercializar su arte y atraer visibilidad a su mercado. La primera feria de arte contemporáneo surgió en 1968 en Colonia, actualmente conocida como Art Cologne. Unos años más tarde, en 1970, fue la primera edición de Art Basel, que se consagró como la feria de arte más importante de Europa.

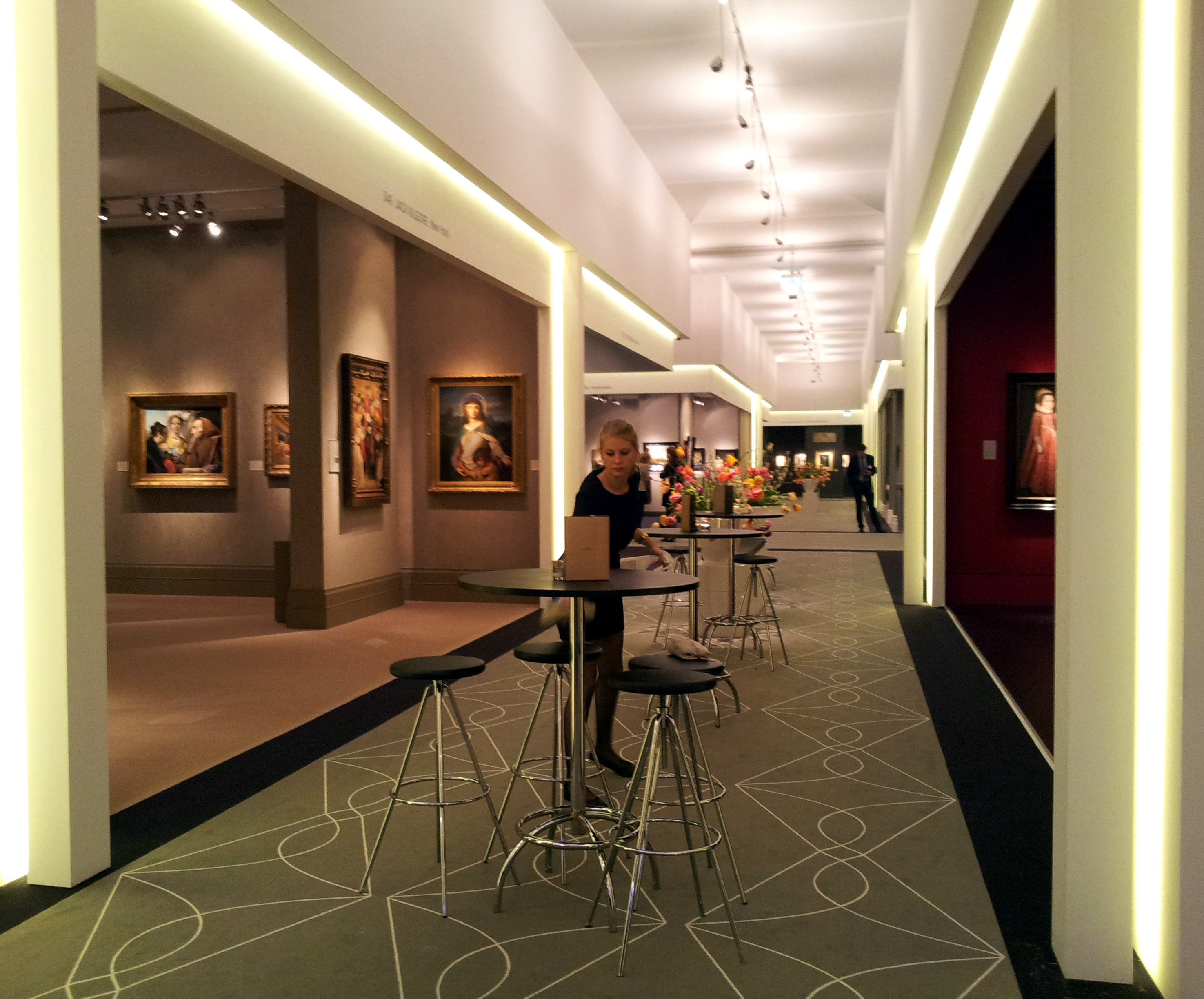
TEFAF Maastricht, año 2014.

## Ferias de arte destacadas
En la actualidad se desarrollan cientos de ferias de arte alrededor del mundo, pero existe cierto consenso en que las cinco más prestigiosas son:
- Art Basel en Basilea
- Frieze Art Fair en Londres
- TEFAF en Maastricht
- The Armory Show en Nueva York
- FIAC en París